# USS John F. Lehman (DDG-137)
«Джон Леман» (англ. USS John F. Lehman (DDG-137) - ескадрений міноносець КРО типу «Арлі Берк» ВМС США, серії III. 

## Історія створення
Ескадрений міноносець «Джон Леман» був замовлений 27 вересня 2018 року. Це 87-й корабель даного типу.
Свою назву отримав на честь Міністра військово-морських сил США в адміністрації Рональда Рейгана Джона Лемана, який був ініціатором програми «Флоту 600 кораблів».